# 2004-es afrikai ralibajnokság
A 2004-es afrikai ralibajnokság március 12-én vette kezdetét és november 13-án végződött. A bajnok a zambiai Muna Singh lett, másodikként a ruandai Rudy Cantanhede végzett, harmadik az ugandai Riyaz Kurji lett.

## Versenynaptár
| Dátum          | Verseny                         | Győztes         |
| -------------- | ------------------------------- | --------------- |
| március 12-14  | Safari Rally Kenya              | Riyaz Kurji     |
| május 6-8      | Rally of South Africa           | Schalk Burger   |
| június 3-5     | Dunlop Zimbabwe Challenge Rally | Muna Singh      |
| július 1-3     | Zambia International Rally      | Jess Watson     |
| augusztus 6-8  | Rwanda Mountain Gorilla Rally   | Rudy Cantanhede |
| szeptember 2-5 | Pearl of Africa Uganda Rally    | Charles Lubega  |
| november 11-13 | Tour de la Réunion              | David Grondin   |

## Végeredmény
| #  | Versenyző       | Rali | Rali | Rali | Rali | Rali | Rali | Rali | Teljes pontszám |
| #  | Versenyző       | SAF  | RSA  | ZBW  | ZBA  | RUA  | UGA  | RÉU  | Teljes pontszám |
| -- | --------------- | ---- | ---- | ---- | ---- | ---- | ---- | ---- | --------------- |
| 1. | Muna Singh      | 0    | 0    | 10   | 8    | 8    | 0    | 0    | 26              |
| 2. | Rudy Cantanhede | 6    | 0    | 0    | 2    | 10   | 0    | 0    | 18              |
| 3. | Riyaz Kurji     | 10   | 0    | 0    | 0    | 5    | 0    | 0    | 15              |
| 4. | Charles Lubega  | 0    | 0    | 0    | 0    | 0    | 10   | 0    | 10              |
|    | Jess Watson     | 0    | 0    | 0    | 10   | 0    | 0    | 0    | 10              |
|    | Schalk Burger   | 0    | 10   | 0    | 0    | 0    | 0    | 0    | 10              |
|    | David Grondin   | 0    | 0    | 0    | 0    | 0    | 0    | 10   | 10              |
| 8. | Craig Green     | 0    | 0    | 8    | 1    | 0    | 0    | 0    | 9               |
| 9. | Nicholas Ryan   | 0    | 8    | 0    | 0    | 0    | 0    | 0    | 8               |
|    | Philippe Maitre | 0    | 0    | 0    | 0    | 0    | 0    | 8    | 8               |